# Wayland (Misuri)
Wayland es una ciudad ubicada en el condado de Clark en el estado estadounidense de Misuri. En el Censo de 2010 tenía una población de 533 habitantes y una densidad poblacional de 305,78 personas por km².

## Geografía
Wayland se encuentra ubicada en las coordenadas 40°23′47″N 91°34′32″O / 40.39639, -91.57556. Según la Oficina del Censo de los Estados Unidos, Wayland tiene una superficie total de 1.74 km², de la cual 1.74 km² corresponden a tierra firme y (0%) 0 km² es agua.

## Demografía
Según el censo de 2010, había 533 personas residiendo en Wayland. La densidad de población era de 305,78 hab./km². De los 533 habitantes, Wayland estaba compuesto por el 98.5% blancos, el 0.19% eran afroamericanos, el 0% eran amerindios, el 0.38% eran asiáticos, el 0% eran isleños del Pacífico, el 0.19% eran de otras razas y el 0.75% pertenecían a dos o más razas. Del total de la población el 0.56% eran hispanos o latinos de cualquier raza.